# Dorothy Jewson
Dorothea Jewson (17 août 1884 - 29 février 1964), plus connue sous le nom de Dorothy Jewson, est une enseignante britannique, une leader syndicale, une femme politique du parti travailliste et l'une des premières femmes parlementaires de son parti. Alors qu'elle est au Girton College, à Cambridge, elle rejoint des organisations socialistes, notamment le Parti travailliste indépendant, et continue à faire campagne pour le Droit de vote des femmes à Norwich. Elle est « l'organisatrice en chef » de la section féminine du Syndicat national des ouvriers généraux, avant de partir travailler comme femme de ménage dans un hôtel de Londres, pour y enquêter sur les conditions de travail.
En 1923, elle est élue députée à l'un des deux sièges de Norwich, l'une des premières travailleuses dans ce cas. Après avoir provoqué une controverse initiale en ne portant pas de chapeau au Parlement, elle prononce son premier discours en faveur de l'abaissement de l'âge du droit de vote pour les femmes de 30 à 21 ans, afin qu'il corresponde à celui des hommes. Elle est également membre de comités chargés de l'Aide juridique et de l’adoption. Elle perd son siège aux élections générales de 1924 et devient présidente du Women's Birth Control Group, puis conseillère municipale de Norwich, où elle assure la construction de nombreux parcs de la ville.

## Jeunesse
Dorothea Jewson est née le 17 août 1884 à Thorpe Hamlet fille de l'échevin George Jewson et de Mary Jane Jewson. Sa sœur, Violet, est médecin dans la région de Norwich . La famille de George Jewson créé une entreprise dans les scieries, Jewson, qui deviendra plus tard une chaîne de magasins de matériaux de construction bien connue. Jewson fait ses études à la Norwich High School for Girls avant de poursuivre ses études au Cheltenham Ladies' College et de terminer ses études classiques au Girton College de Cambridge en 1907. À l'université, elle rejoint la Fabian Society et le Independent Labour Party, deux organisations socialistes.

## Début de carrière
Après avoir obtenu son diplôme, Jewson obtient un diplôme d'enseignement du Cambridge Training College for Women en 1908, puis retourne à Norwich pour enseigner. Avec son frère, elle mène une enquête à grande échelle sur la pauvreté dans la ville. Il est publié sous le titre The Destitute of Norwich and how they Live: a Report into the Administration of out Relief en 1912. Pendant la Première Guerre mondiale, Jewson dirige un centre axé sur la formation des filles sans emploi jusqu'à l'âge de 17 ans et, en 1916, elle rejoint la Fédération nationale des travailleuses en tant que permanente . En 1919, elle devient la secrétaire de cette organisation et dans ce poste, elle tente d'agir comme avocate au tribunal, bien que le juge ne le permette pas car elle n'a pas été nommée conseil du roi .
En 1922, Jewson devient une oratrice sur les droits des femmes employées et est le « chef organisateur » de la section des femmes du Syndicat national des ouvriers généraux. Au cours de l'année suivante, elle quitte son poste au sein du syndicat et passe un certain temps à travailler comme femme de ménage dans un hôtel haut de gamme de Londres pour y découvrir les conditions de travail. Elle explique que l'hôtel a « […] des téléphones dans chaque chambre, des tapis de velours des colonnes de marbre partout [pour les clients] mais les quartiers des domestiques sont sales, misérables et répugnants ». Elle partage une chambre infestée de souris au dixième étage avec quatre autres femmes de ménage, et mange les restes de nourriture froids et rassis des invités dans le sous-sol sans fenêtre. Les heures de travail vont de six heures du matin à neuf heures du soir, avec une pause de cinq à sept heures du soir et le salaire est de 15 shillings par semaine (d'une valeur d'environ 145 £ en 2018) .

## Carrière politique
Aux élections générales de décembre 1923, elle est élue députée de Norwich. Ce faisant, elle est l'une des trois premières femmes, avec Margaret Bondfield et Susan Lawrence, à être élue députée travailliste. Lorsque la session parlementaire ouvre le 6 janvier 1924, Dorothy Jewson arrive tôt pour s'assurer qu'elle a un siège, mais elle et Margaret Bondfield provoquent une certaine controverse en ne portant pas de chapeau. Quelques jours plus tard, Christine Murrell organise un dîner pour les dames élues députées et la discussion s'oriente sur les chapeaux. Alors que Nancy Astor aborde le sujet, Jewson affirme que les femmes ne sont « pas au Parlement pour discuter de toilettes ou de chapeaux, mais pour agir » et continue à siéger sans chapeau .
À la fin de janvier 1924, lors d'une grève des trains, Jewson refuse d'utiliser les trains qui brisent la grève pour retourner dans sa circonscription de Norwich. La presse rapporte comment elle « ferait à pied » les 115 milles de retour,. En réalité, elle et un autre responsable syndical ont fait du stop, emprutant une charrette de briques, un camion de brasseur et un fourgon de meubles. Ils ont également utilisé des bus et des trains une fois la grève terminée,. En février 1924, Jewson et Mabel Philipson deviennent les premières femmes à siéger au Comité parlementaire de cuisine.
Le 29 février, Jewson se joint à William Adamson pour présenter une motion visant à abaisser l'âge du vote des femmes de 30 à 21 ans, soit le même âge que les hommes. Les estimations de l'époque suggèrent que cette proposition aurait signifié un demi-million de femmes de plus que d'hommes sur les listes électorales et que 70% des femmes salariées à l'époque ne pouvaient alors pas voter. Le discours de Jewson sur la question est son premier au Parlement et elle continue à agir pour le vote aux côtés de la duchesse d'Atholl. La motion est adoptée à 288 voix contre 72, ouvrant la voie à la Loi sur la représentation du peuple (suffrage égalitaire) de 1928 (en).
Jewson est nommée à un comité pour examiner les problèmes d'adoption d'enfants et à un autre pour s'assurer que les pauvres puissent accéder à des conseils juridiques. Elle diffuse également des conférences à la radio, telles que « Psychologie et service domestique ».
Malgré une campagne au cours de l'été 1924, axée sur le thème « la foi, l'espérance et Dorothy »[réf. à confirmer] elle perd son siège aux élections générales de 1924  et ne réintègre jamais le Parlement, malgré deux candidatures en 1929 et 1931.

## Fin de carrière
Comme elle n'est pas réélue députée, Dorothy Jewson s'oriente vers d'autres activités, et devient entre 1924 et 1928 présidente du Worker's Birth Control Group (groupe de contrôle des naissances des travailleurs), bien qu'elle soit célibataire. Là, elle plaide pour que des informations sur le contrôle des naissances soient données aux femmes pauvres . Sa présidence et ses opinions féministes tranchées sont citées comme raisons possibles de son manque de succès aux élections. Jewson est élue au niveau local comme conseillère municipale de Norwich entre 1929 et 1936. Là, elle incite à la construction de plus de parcs et de routes autour de Norwich, pour augmenter l'emploi et elle est considérée comme étant à l'origine de la création de plupart des parcs existant actuellement.
Lors de la scission du parti travailliste, elle rejoint le parti travailliste indépendant. À l'occasion de la conférence du parti de 1929, elle propose une résolution selon laquelle il devrait y avoir une imposition plus élevée sur les riches afin de financer une allocation pour enfants et à la conférence de 1930, elle soutient que les droits de succession devraient être utilisés pour « abolir la richesse héréditaire ».
La carrière politique de Jewson s'arrête après 1936, lorsqu'elle épouse Richard Tanner-Smith, un négociant de thé décédé en 1939. En 1945, elle épouse Campbell Stephen, député de Glasgow Camlachie, qui meurt deux ans plus tard .
Tout au long de sa carrière, Dorothy Jewson a été considérée comme une féministe déterminée, tandis qu'au Parlement, elle était jugée est peu susceptible d'accepter un traitement spécial des femmes parlementaires 
En 2018, la compagnie de théâtre de Norfolk, The Common Lot, présente une pièce de théâtre All Mouth, No Trousers sur les « femmes rebelles » dont Dorothy Jewson est l'un des personnages.